# Студзянкі (Томашовський повіт)
Студзянкі (пол. Studzianki) — село в Польщі, у гміні Черневиці Томашовського повіту Лодзинського воєводства.
Населення — 218 осіб (2011).
У 1975-1998 роках село належало до Пйотрковського воєводства.

## Демографія
Демографічна структура станом на 31 березня 2011 року:
|          | Загалом | Допрацездатний вік | Працездатний вік | Постпрацездатний вік |
| -------- | ------- | ------------------ | ---------------- | -------------------- |
| Чоловіки | 114     | 20                 | 86               | 8                    |
| Жінки    | 104     | 14                 | 67               | 23                   |
| Разом    | 218     | 34                 | 153              | 31                   |